# Galería Moderna
La galería de arte moderno (en croata: Moderna galerija) es un museo en Zagreb, Croacia, que contiene la colección más importante y completa de pinturas, esculturas y dibujos de artistas croatas de los siglos XIX y XX. La colección cuenta con alrededor de 10 000 obras de arte, alojadas desde 1934 en el histórico Palacio Vranyczany en el centro de Zagreb, con vista al Parque Zrinjevac. Una galería secundaria es el estudio Josip Račić en Margaretska 3.
Entre los artistas representados en la colección permanente se encuentran:
- Ljubo Babić
- Vojin Bakić
- Petar Barišić
- Ivo Deković
- Marijan Detoni
- Ivo Dulčić
- Dušan Džamonja
- Vladimir Becić
- F. Bilak
- Vlaho Bukovac
- Vladimir Gašparić Gapo
- Vilko Gecan
- Josip Generalić
- Oton Gliha
- Krsto Hegedušić
- Ljubo Ivančić
- Franz Jaschke
- Anto Jerković
- Vasilije Josip Jordan
- Leo Junek
- Vjekoslav Karas
- Ivo Kerdić
- Zlatko Keser
- Josip Klarica
- Slavko Kopač
- Kuzma Kovačić
- Miroslav Kraljević
- Frano Kršinić
- Vatroslav Kuliš
- Ferdinand Kulmer
- Ivan Lesjak
- Tihomir Lončar
- Nikola Mašić
- Ivan Meštrović
- Matko Mijić
- Karlo Mijić
- Robert Frangeš Mihanović
- Jerolim Miše
- Antun Motika
- Edo Murtić
- Sofija Naletilić Penavuša
- Zoltan Novak
- Mladen Pejaković
- Ivan Picelj
- Dimitrije Popović
- Zlatko Prica
- Ferdo Quiquerez
- Mirko Racki
- Josip Račić
- Slava Raškaj
- Ivan Rendić
- Ivo Režek
- Branko Ružić
- Đuro Seder
- Miljenko Stančić
- Milan Steiner
- Dalibor Stošić
- Mihael Stroy
- Gabrijel Stupica
- Ivo Šebalj
- Zlatko Šulentić
- Marino Tartaglia
- Marija Ujević
- Milivoj Uzelac
- Vladimir Varlaj
- Emanuel Vidović
- Zlatan Vrkljan
- Josip Zanki
- Ivan Zasche